# 서울고등검찰청
서울고등검찰청(서울高等檢察廳)은 서울고등법원에 대응하여 국가소송·행정소송 항소심사건 등의 업무를 담당하기 위하여 설립된 대한민국 검찰청 소속의 특별지방행정기관으로 서울고등검찰청 검사장은 차관급 예우를 받으며, 차기 검찰총장 후보 중의 한 명이다. 서울특별시 서초구 반포대로 172(서초동 1724)에 위치하고 있다.

## 연혁
- 1908년 8월 1일 한성부 공평동 163에서 경성공소원 검사국으로 개청

대심원검사국(대검찰청), 경성공소원검사국(서울고등검찰청), 경성지방재판소검사국(서울지방검찰청)
경성공소원검사국 · 경성지방재판소검사국 1908 ~ 1920. 7.
- 위치: 한성부 공평동 163(전 제일은행 본점, 신신백화점)
- 사용기간: 대심원검사국 1908. 11. ~ 1911. 12.
- 1912년 3월 18일 조선총독부재판소령을 개정(재령 제26호)하여 4. 1. 경성공소원 검사국을 경성복심법원 검사국으로 개칭

고등법원검사국(대검찰청), 경성복심법원검사국(서울고등검찰청), 경성지방법원검사국(서울지방검찰청)
경성복심법원검사국 · 경성지방법원검사국 1920. 7. ~ 1928. 10.
- 위치: 경성부 서소문동 38
- 사용기간: 고등법원검사국 1911. 12. ~ 1928. 10.
고등법원검사국(대검찰청),경성복심법원검사국(서울고등검찰청), 경성지방법원검사국(서울지방검찰청) 
- 위치: 서울 중구 서소문동 37(구 대법원청사)
- 사용기간: 1928. 10. ~ 1973년 12월 18일(대검찰청, 서울고등검찰청), 1928. 10. ~ 1966년 12월 26일(대검찰청, 서울고등검찰청)
- 1945년 10월 1일 경성복심법원 검사국을 경성공소원 검사국으로 개칭
- 1947년 1월 1일 군정청 사법부명령 제7호 의거 경성공소원 검사국을 서울고등검찰청으로 개칭
- 1948년 8월 2일 검찰청법(법령 제213호) 제정, 공포로 법원과 분리 독립하여 서울 중구 서소문동 37에서 서울고등검찰청 개청

- 검사장, 차장검사, 검사, 사무국 직제를 두고 사무국에 서기과, 회계과를 둠
- 1950년 3월 31일 대통령령(제936호)에 의거 검사정원법(법률 제398호)이 제정되어 검사장 1명, 차장검사 1명, 검사 6명으로 직제 편성

- 위치: 부산 서구 부민동 2가 5)
- 사용기간: 1950년 8월 18일 ~ 1953년 9월 10일
- 1955년 9월 30일 서울고등검찰청에 처음으로 전국 검찰청과 무선 통신할 수 있는 통신 시설 설치
- 1962년 8월 20일 검찰청법 개정(법률 제1130호)으로 서울고등검찰청 사무국에 회계과를 폐지하고, 서무과, 사건과, 집행과 등 3개과 신설
- 1971년 8월 19일 검찰청법 개정(법률 제5757호)으로 서울고등검찰청에 소송사무과 신설
- 1973년 12월 19일 서울 중구 서소문동 38번지에 청사 신축 입주

- 사용기관: 대검찰청, 서울고등검찰청, 서울지방검찰청 공동 사용
- 위치: 서울 중구 서소문동 38(현재 서울시청 별관)
- 사용기간: 1973년 12월 19일 ~ 1989년 8월 31일
- 1989년 9월 1일 서울 서초구 서초동 산 185에 서울검찰청사를 신축, 입주하여 서울고등검찰청 사무국에 관리과를 신설, 동 건물을 관리토록 함

- 사용기관: 서울고등검찰청, 서울지방검찰청 공동 사용
- 위치: 서울 서초구 서초동 반포로 707(1724)
- 사용기간: 1989년 9월 1일 ~ 현재.
- 1996년 12월 31일 대통령령 15248호에 의거 사무국 소속의 서무과를 총무과로 명칭 변경
- 1998년 8월 10일 대통령령 15863호에 의거 형사부 · 공판부 · 송무부 신설. 송무부 소속 소송사무
  - 제1과 신설(서울지방검찰청 소송사무과 업무 이관받음)
  - 사무국 소속 소송사무과를 송무부 소속 소송사무제2과로 변경
- 2010년 2월 11일 서울고등검찰청 춘천지부 개소

- 대법원규칙 제2273호, 「고등법원 부의 지방법원 소재지에서의 사무처리에 관한 규칙」에 의거
- 서울고등법원 춘천원외재판부에 대응하여 신설
- 2019년 3월 1일 경기남부를 담당하는 수원고등검찰청이 분리되고, 인천지법 관할구역에 인천지부를 설치했다.

## 관할 구역
- 서울특별시
- 인천광역시
- 경기도 북부
- 강원특별자치도

## 조직

### 서울고등검찰청 검사장

#### 차장검사
검사장으로써 고검장을 보좌한다.

#### 송무부
- 소송사무 제1과
- 소송사무 제2과

#### 사무국
- 총무과
- 사건과
- 관리과

## 소속기관
- 서울중앙지방검찰청
- 서울동부지방검찰청
- 서울서부지방검찰청
- 서울남부지방검찰청
- 서울북부지방검찰청
- 춘천지방검찰청
- 인천지방검찰청
- 의정부지방검찰청

## 역대 서울고등검찰청 검사장
제 1 대 서상환 1948년 11월 6일 ~ 1950년 6월 12일	

제 2 대 김익진 1950년 6월 22일 ~ 1952년 7월 25일	

제 3 대 서정국 1954년 3월 24일 ~ 1957년 10월 4일	

제 4 대 박승준 1957년 10월 5일 ~ 1958년 3월 10일	

제 5 대 정창운 1958년 3월 11일 ~ 1960년 5월 17일	

제 6 대 최대교 1960년 5월 18일 ~ 1963년 12월 31일	

제 7 대 김병화 1964년 1월 1일 ~ 1964년 3월 16일	

제 8 대 김영천 1964년 3월 17일 ~ 1971년 8월 23일	

제 9 대 서병균 1971년 8월 24일 ~ 1973년 3월 7일	

제 10 대 김성재 1973년 4월 6일 ~ 1979년 2월 18일	

제 11 대 이영환 1979년 2월 19일 ~ 1981년 4월 21일	

제 12 대 이길주 1981년 4월 27일 ~ 1981년 12월 16일	

제 13 대 김석휘 1981년 12월 17일 ~ 1982년 5월 23일	

제 14 대 서동권 1982년 5월 24일 ~ 1985년 2월 20일	

제 15 대 이명희 1985년 3월 5일 ~ 1986년 4월 16일	

제 16 대 김세권 1986년 5월 2일 ~ 1987년 6월 7일	

제 17 대 김양균 1987년 6월 8일 ~ 1988년 9월 14일	

제 18 대 한영석 1989년 3월 29일 ~ 1991년 1월 27일	

제 19 대 서정신 1991년 4월 18일 ~ 1992년 12월 3일	

제 20 대 김유후 1993년 2월 24일 ~ 1993년 9월 14일	

제 21 대 김현철 1993년 9월 21일 ~ 1994년 9월 15일	

제 22 대 김기석 1994년 9월 16일 ~ 1994년 12월 23일	

제 23 대 김기수 1995년 3월 2일 ~ 1995년 9월 15일	

제 24 대 김종구 1995년 9월 20일 ~1997년 8월 5일	

제 25 대 주광일 1997년 8월 11일 ~ 1998년 3월 18일	

제 26 대 김상수 1998년 3월 19일 ~ 1999년 6월 2일	

제 27 대 강신욱 1999년 6월 9일 ~ 2000년 7월 10일 	

제 28 대 이명재 2000년 7월 15일 ~ 2001년 5월 30일	

제 29 대 김경한 2001년 5월 31일 ~ 2002년 1월 22일	

제 30 대 이종찬 2002년 2월 8일 ~ 2003년 3월 6일	

제 31 대 정진규 2003년 3월 13일 ~ 2004년 5월 31일	

제 32 대 김종빈 2004년 6월 1일 ~ 2005년 4월 3일	

제 33 대 안대희 2005년 4월 8일 ~ 2006년 7월 10일	

제 34 대 이종백 2006년 9월 6일 ~ 2007년 2월 27일	

제 35 대 홍경식 2007년 3월 5일 ~ 2007년 11월 21일	

제 36 대 박영수 2007년 11월 26일 ~ 2009년 1월 15일	

제 37 대 권재진 2009년 1월 19일 ~ 2009년 7월 3일	

제 38 대 한상대 2009년 7월 4일 ~ 2011년 1월 31일	

제 39 대 차동민 2011년 2월 1일 ~ 2011년 8월 2일	

제 40 대 안창호 2011년 8월 22일 ~ 2012년 9월 14일	

제 41 대 김진태 2012년 10월 9일 ~ 2012년 12월 5일	

제 42 대 채동욱 2012년 12월 6일 ~ 2013년 4월 3일	

제 43 대 임정혁 2013년 4월 10일 ~ 2013년 12월 4일	

제 44 대 길태기 2013년 12월 5일 ~ 2013년 12월 23일	

제 45 대 국민수 2013년 12월 24일 ~ 2015년 2월 2일	

제 46 대 김현웅 2015년 2월 4일 ~ 2015년 7월 9일	

제 47 대 이득홍 2015년 7월 21일 ~ 2015년 12월 1일	

제 48 대 박성재 2015년 12월 24일 ~ 2017년 7월 12일	
 
제 49 대 조은석 2017년 8월 1일 ~ 2018년 6월 21일 
 
제 50 대 박정식 2018년 6월 22일 ~ 2019년 7월 18일 

제 51 대 김영대 2019년 7월 31일 ~ 2020년 8월 10일 

제 52 대 조상철 2020년 8월 11일 ~ 2021년 6월 4일 

제 53 대 이성윤 2021년 6월 11일 ~ 2022년 5월 22일 

제 54 대 김후곤 2022년 5월 23일 ~ 2022년 9월 7일 

직무대리 노만석 2022년 9월 8일 ~ 2023년 9월 6일 

제 55 대 이주형 2023년 9월 7일 ~ 2024년 5월 15일 

제 56 대 임관혁 2024년 5월 16일 ~ 2024년 9월 22일 

제 57 대 박세현 2024년 9월 23일 ~ 2025년 7월 29일 

제 58 대 구자현 2025년 7월 29일 ~ 

## 같이 보기
- 광주고등검찰청
- 부산고등검찰청
- 대전고등검찰청
- 대구고등검찰청